# Gunvor Lindkvist
Gunvor Linnéa Lindkvist, född 28 juni 1942 i Älvdalens församling, Kopparbergs län, är en svensk socialdemokratisk politiker.
Lindkvist, som är dotter till snickare Martin Fredriksson och hemsamarit Viola Karlsson, avlade realexamen 1959 och gymnasieekonomexamen 1972. Hon var hembiträde 1960–1961, sjukvårdsbiträde 1961–1964, fabriksarbetare 1965–1966, försäkringstjänsteman 1966–1970, kontorist 1974–1979 och arbetsförmedlare från 1979. 
Lindkvist var styrelseledamot i Hyresgästföreningen i Örebro län 1972–1976, blev ledamot av Örebro läns landsting 1979 och var landstingsråd från 1984. Hon var ombudsman i socialdemokratiska kvinnodistriktet från 1985, ordförande i landstingets förtroendenämnd och forskningsetiska kommitté, ordförande i föreningen för kvinnohuset i Örebro och ordförande i Adolfsbergs socialdemokratiska kvinnoklubb.